# Auaké
Auaké (Awaké, Auaké, Aoaqui, Aoaquis, Arutani, Uruak).- Pleme američkih Indijanaca, gotovo izumrlo, nastanjeno u brazilskoj državi Roraima i susjednoj Venezueli na rijekama Paraqua i Uraricáa u općini Raúl Leoni (država Bolívar). Jezično su prije klasificirani u samostalnu porodicu Auake. Danas ih se dovodi u vezu s Kaliána Indijancima, te se porodica proširila u veću, zvanu Arutani-Sape.
Poljodjelstvo je tipa posijeci-i-spali, uzgajaju manioku, bananu, jam i nešto pamuka.
Auaké populacija počela je nestajat napadima rivalnih plemena Kaliána i Yanoama, a kasnije se nastavlja dolaskom bijelih istraživača koji su sa sobom donesli zarazne bolesti.
Pleme se topi miješanjem s Ninam Yanomamima, Arecuna i Kaliana Indijancima. Prema UN-ovim podacioma 2005. ima ih svega 30. Sjedilački lovci i ribari.

## Vanjske poveznice
- Uruak  Arhivirana inačica izvorne stranice od 19. srpnja 2008. (Wayback Machine)
- Joshua
- Joshua